# ロシア化
ロシア化（ロシアか、ロシア語：русификация；英語：Russification）とは、ロシア人が非ロシア諸民族を同化・融合する政策および過程である。

## 概要
国の政策として19世紀のロシア帝国、20世紀のソ連、そして21世紀のロシア連邦と親ロシア派の政府が治める隣国などで用いられ、ロシアが支配していたフィンランド、バルト三国、ポーランド、ベラルーシ、ウクライナ、モルドバ、コーカサス地方、中央アジア、シベリア地方、東アジアなどにおいて実行されたことがある。ロシア化の方法には、非ロシア語教育の制限およびロシア語教育の導入、キリル文字の強制導入、ロシア語の国際化の促進、教育・報道機関による文化的・政治的教化、ロシア正教の布教と非ロシア正教の宗教団体への弾圧などが用いられた。

### 日本語での用法
日本語で「ロシア化」という言葉が一般に使用された最近の事例は北方領土問題でのマスメディアの報道である。日本政府が固有の領土と主張している北方領土は、1945年以降ソビエト連邦（ソ連）が実効支配し、ソ連崩壊後はロシア連邦の実効支配下にある。2010年代に入り、ロシア連邦政府は極東開発の一環として北方領土の産業振興の推進と、軍事施設の設置による防衛力強化などを推進している。日本側にはこれが実効支配の既成事実の強化、ロシア領への名実とともに完全編入に見える。日本のメディアはこれを「ロシア化」と呼んだ。
1952年にサンフランシスコ平和条約が発効されたことによって日本政府は南樺太と得撫島以北の北千島の主権を放棄したために問題視されることは少ないが、南樺太と北千島の日本領有化を目指す立場からは南樺太と北千島でのロシア化が問題視されている。

## ウクライナ
- 1686年：ウクライナ正教会の自治制廃止。教会法に違反してコンスタンディヌーポリ総主教庁に属するキエフ府主教区は、ロシアのモスクワ総主教に移管される。ロシア・ツァーリ国はウクライナのコサック国家の教育機関を監視するようになる[4]。
- 1687年：ロシア・ツァーリ国は、コサックの政府に対しウクライナ人とロシア人との結婚を促進するよう命令する（コロマクの条々）[4]。
- 1689年：モスクワ総主教は、キエフ洞窟大修道院に対し自由に書物の刊行することを禁止する[4]。

| ロシアのピョートル1世とエカテリナ2世。この君主はウクライナの国民的詩人タラス・シェウチェンコの『夢』（1844年）で次のように評価されている。 「あの1世は 我らのウクライナを拷問し、 あの2世は 我らのやもめに止めを刺した」。 ...Це той первий, що розпинав Нашу Україну, А вторая доканала Вдову сиротину... |  | ロシアのピョートル1世とエカテリナ2世。この君主はウクライナの国民的詩人タラス・シェウチェンコの『夢』（1844年）で次のように評価されている。 「あの1世は 我らのウクライナを拷問し、 あの2世は 我らのやもめに止めを刺した」。 ...Це той первий, що розпинав Нашу Україну, А вторая доканала Вдову сиротину... |
| ロシアのピョートル1世とエカテリナ2世。この君主はウクライナの国民的詩人タラス・シェウチェンコの『夢』（1844年）で次のように評価されている。 「あの1世は 我らのウクライナを拷問し、 あの2世は 我らのやもめに止めを刺した」。 ...Це той первий, що розпинав Нашу Україну, А вторая доканала Вдову сиротину... |  | |

- 1720年：ロシア皇帝ピョートル1世は、ウクライナ語で書かれた新書の出版を禁止し、古書をロシア語に書き換えるよう勅令を出す[4]。
- 1721年：ロシア皇帝ピョートル1世は、ウクライナで検閲制度を導入する。ウクライナのチェルニーヒウ印刷所は閉鎖する[4]。
- 1729年：ロシア皇帝ピョートル2世は、ウクライナ語で書かれた古文書をロシア語に書き換えるよう命令する。
- 1755年、1766年、1769年、1775年、1786年：ロシア正教の聖務会院は、ウクライナ語の書物の刊行禁令を出す[8]。
- 1764年：ロシア女帝エカチェリーナ2世は、元老院の院長アレクサドル・ヴャゼムスキー公爵にウクライナ、リヴォニア、フィンランドなどのロシア化政策の強化を秘密指令する[8]。
- 1764年：ロシア女帝エカチェリーナ2世は、ウクライナのヘーチマンおよびコサック政府を廃止する。コサックのウクライナは小ロシア県となる[8][9]。
- 1769年：ロシア正教の聖務会院は、ウクライナの人民からウクライナ語の教科書と教会関係の書物を没収するよう命令を出す[8]。
- 1775年8月3日：ロシア女帝エカチェリーナ2世は、ザポロージャのシーチを廃止し、シーチの領域は小ロシア県に編入させ、ウクライナにおけるコサック連隊の諸学校が閉鎖するよう命令する[8]。

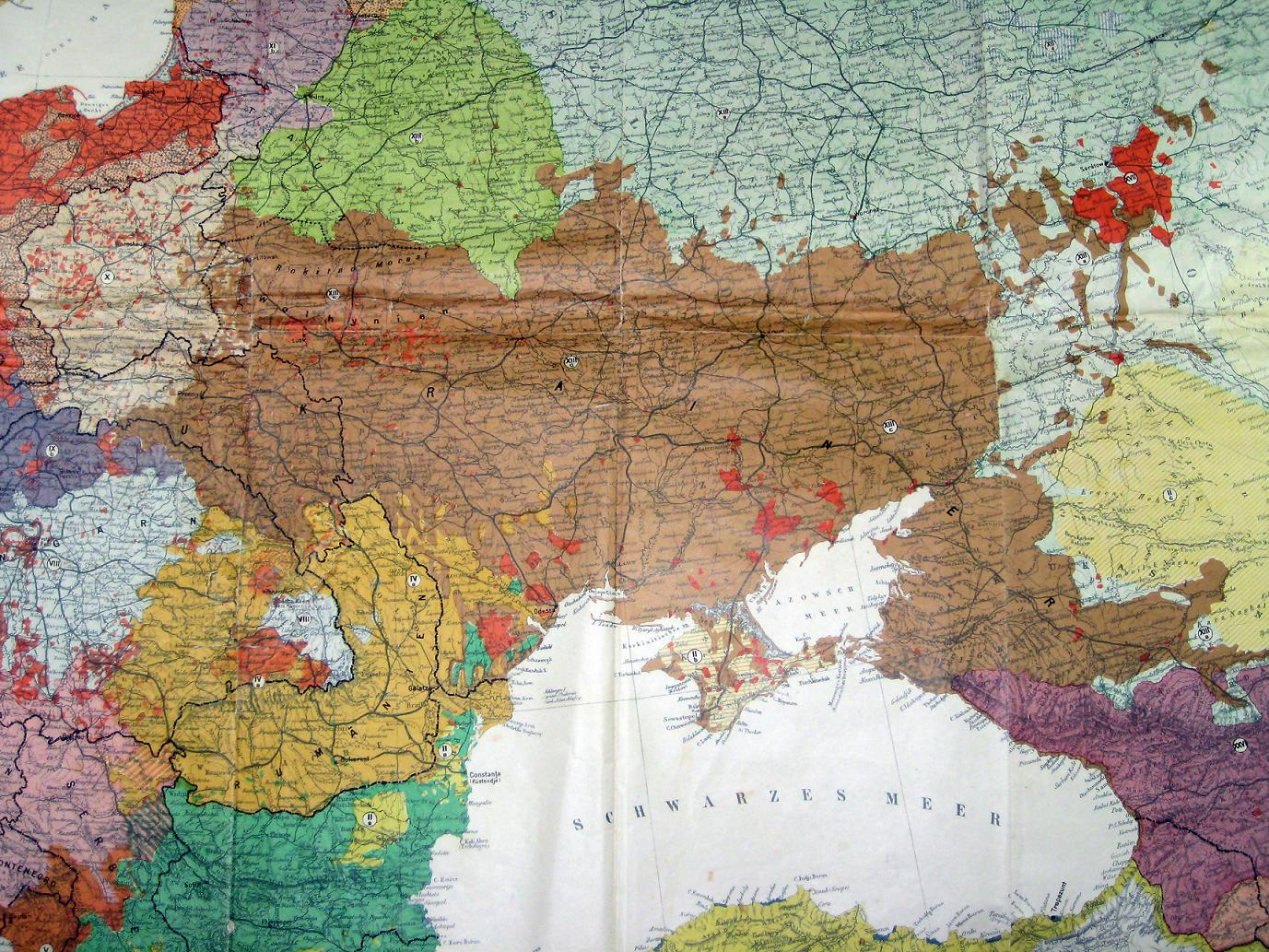

- 1783年5月3日：ロシア女帝エカチェリーナ2世は、ウクライナで農奴制度を導入する[8]。
- 1784年：ロシア語はウクライナの小学校教育で必須科目となる[8]。
- 1786年：ロシア正教の聖務会院は、ウクライナの教会で行う奉神礼において、ウクライナ語使用を禁止し、教会スラヴ語をロシア語風に読むように命令する。キエフ・モヒーラ・アカデミーでは必須科目「純ロシア語」が導入される[8]。
- 1800年：ロシア皇帝パーヴェル1世は、ウクライナの教会をウクライナ・バロック建築様式で建立することを禁止し、モスクワ建築様式に従って建立するよう命令する[8]。
- 1817年：ロシア皇帝アレクサンドル1世は、キエフ・モヒーラ・アカデミーを閉鎖する[8]。
- 1831年：ロシア政府は、ウクライナの都市の自治制と慣習法を廃止し、ロシアの法律を導入する[10]。
- 1834年：ロシア政府は、ウクライナのロシア化の拠点としてキエフ帝国大学を創建する[10]。
- 1847年：ロシア政府は、ウクライナ人の啓蒙家を中心とするキリル・メトディー団（ウクライナ語版）の会員を逮捕して流刑し、ウクライナ語・文学・文化への迫害を始める[10][11]。
- 1847年4月5日：ロシア政府は、ウクライナの国民的詩人タラス・シェウチェンコを逮捕し、カザフスタンへ流刑に処する[10][11]。
- 1862年：ロシア政府は、ウクライナ語の日曜学校および大人向けの学校を閉鎖する[10]。

ペトル・ワリョフ、ロシア内務大臣

- 1863年7月18日：ロシア政府は、ヴァルーエフ指令を出す。文学作品を除き、ロシア帝国における全てのウクライナ語の出版物が禁止される[10][12]。
- 1869年、1886年：ロシア政府は、ウクライナでロシア化に成績を収めたロシア人の国家公務員に対し特別手当制度を導入する[10]。
- 1876年5月18日：ロシア皇帝アレクサンドル2世は、エムス法（ウクライナ語版）を定める。ロシア帝国内でウクライナ語の出版物、殊に演劇の脚本・楽譜、学術書、文学書などが禁止される。ウクライナ語の出版物が輸入禁止となる[10][13]。
- 1881年：ロシアの内務省は、ロシア帝国内のすべての県の知事に対しエムス法を厳守するよう指令する。教会におけるウクライナ語の説教は禁止される[14]。
- 1883年：ロシア帝国のキエフ総督府は、ウクライナでウクライナ語の劇場を禁止する[14]。

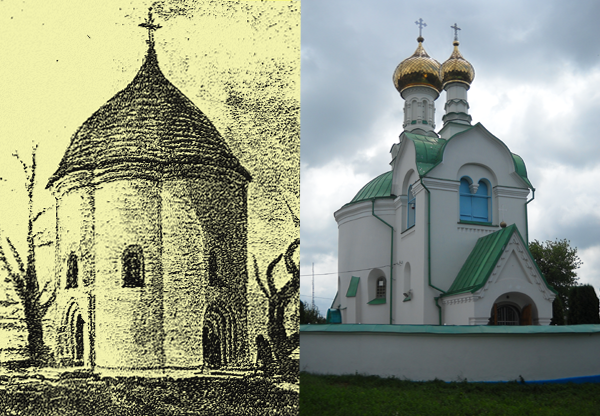
ウクライナの教会の一つ、修復前と修復後

- 1888年：ロシア皇帝アレクサンドル3世は、帝国の官舎や役所などにおいてウクライナ語使用を禁止する命令を出す。さらに、ロシア政府とロシア正教は、ウクライナ人の子供にウクライナ語の洗礼名を与えることを禁止する。正式な書類ではウクライナ人の名前がロシア人の名前に書き換えられるようになる[14]。
- 1895年：ロシア政府は、ウクライナ語の児童文学を禁止する[14]。
- 1907年：ロシア政府は、ウクライナ語のマスコミに対し迫害を開始する[14]。
- 1908年：ロシアの元老院は、ウクライナ民族運動の啓蒙家の活動を禁止する[14]。
- 1910年：ロシア首相ストルイピンは、「目的を問わず、ウクライナ人・ユダヤ人・その他の異民族の団体」を禁止する指令を出す[14]。

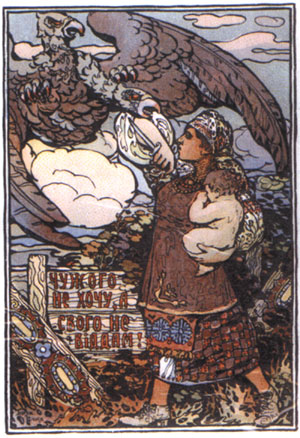
「他国のものは要らないが、自国のものは渡さぬ!」。ウクライナ人民共和国の反ロシア化のポスター。

- 1914年3月：ロシア政府は、タラス・シェウチェンコ生誕100周年記念日を祝うことを禁止する[14]。
- 1914年：ロシア皇帝ニコライ2世は、ウクライナ語のマスコミを禁止する。ロシア軍によって占領されたガリツィア地方でウクライナ系の研究所・図書館・出版社・新聞社などが破壊され、ウクライナ人の一部がシベリアと沿海州へ強制移住される[14]。
- 1929年：ソ連政府は、ウクライナの民族運動の活動家の弾圧をはじめる[15]。
- 1929年‐1930年：ソ連政府は、農業集団化によってウクライナの文化の中心だった農村を破壊しはじめる。ウクライナ人の裕福な農民は「人民の敵」としてシベリアと沿海州へ流罪[15]。
- 1930年1月29日：ソ連政府は、ウクライナ独立正教会を廃止し、ウクライナ独立正教会の聖職者を逮捕して死刑する[15]。
- 1930年3月9日‐4月19日：ハルキウでの現存しなかった「ウクライナ解放団体」の裁判。団体に所属すると判断されたウクライナ人の文学者、科学者、聖職者が流刑・死刑に処される[15]。
- 1931年：旧ウクライナ人民共和国の関係者がソ連の秘密警察により逮捕される[15]。
- 1932年‐1933年：ソ連政府は、ウクライナで人工的な大飢饉（ホロドモール）を促進する。ウクライナ人の農家が壊滅し、数百万人が餓死する。無人の農村へロシアからロシア人の移住が始まる。クバーニ地方に生き残ったウクライナ人はロシア人として登録される[16]。
- 1933年5月13日：ソ連政府が行うロシア化政策に反対してウクライナ共産党の幹部のM. フヴィリョヴィーイとスクリープニクが自殺する[16]。
- 1933年11月22日：ウクライナの共産党は、ウクライナ化政策の実行を中止する。ウクライナ語の正書法はロシア語正書の規則にしたがって変造される[16]。
- 1934年‐1941年：ソ連政府は、8割のウクライナ人のインテリを抹殺し、ウクライナの市町村で多くの教会・修道院を破壊する[16]。
- 1936年10月‐1938年11月：ソ連政府は、ウクライナで大粛清を開始する。秘密警察は、ウクライナ共産党の幹部の全員を逮捕し、流刑地にいたウクライナの文化人が裁判なしで死刑する[17]。
- 1938年4月24日：スターリンは、「ソ連の自治共和国におけるロシア語学習の義務化について」の指令を出す。ウクライナの学校ではロシア語が必須科目となる[17]。
- 1938年6月18日：第14ウクライナ共産党大会は、ロシア化政策の強化を決める[17]。
- 1939年‐1941年：ソ連政府は、西ウクライナを併合して当地域のウクライナ人の知識人・民族運動家を流刑・死刑に処する[18]。
- 1941年‐1945年：第二次世界大戦中に1700万人のウクライナ人が死亡し、870の都市、3万の町村が全滅する。ソ連軍の進退により多くのウクライナ文化遺産が破壊され、捕虜となったウクライナの知識人が死刑にされる[18]。
- 1942年‐1955年：西ウクライナを中心にウクライナ蜂起軍の義兵が反独・反ソの戦いを続ける。ソ連の秘密警察は15万人のウクライナの義兵を殺害し、20万人の義兵の縁者・関係者をシベリアへ流刑させる。ロシアから西ウクライナへ派遣された教育関係者がロシア化政策を担当するようになる[19]。
- 1946年3月10日：ソ連政府とロシア正教会は、ウクライナ・カトリック教会を廃止する[19]。
- 1946年‐1949年：ソ連政府とカガノヴィチを中心とするウクライナの共産党の幹部は、「ウクライナ資本主義的な民族主義」との戦いを宣言し、党内の粛清を行い、ウクライナの知識人・ウクライナ語話者に対する新たな迫害を開始する[20]。
- 1951年：共産党は、ヴォロディミル・ソシュラ（ウクライナ語版）の詩「ウクライナを愛せよ（ウクライナ語版）」とコルニイチュクのオペラ「ボフダン・フメリニツキー」に「ウクライナ資本主義的な民族主義の作品」としての焼印を押し、ウクライナ文化と[ウクライナ歴史の追求に対する弾圧を加える[20]。
- 1954年：ウクライナの共産党は、10万のウクライナの青年を「中央アジア・シベリアの開発」のために送り、その代わりにロシアからの移住者を受ける[21]。
- 1957年‐1961年：ソ連政府は、ウクライナにおける反宗教的宣伝を強化する[21]。
- 1958年11月12日：ソ連の共産党は、教育政策を決め、ソ連中でロシア化政策を強化する[21]。
- 1959年4月17日：ウクライナの共産党は、ウクライナにおけるロシア語を中心として学校で、ウクライナ語を必須科目から選択科目に転回する[21]。
- 1961年10月：第22ソ連共産党大会は、「ソ連国民」を創るために新たな「民族融合」政策を決定する。ウクライナでのロシア化が強化される[21]。
- 1963年：ソ連政府は、ウクライナ学士院の自治制を廃止し、モスクワのソ連学士院に所属させる[21]。

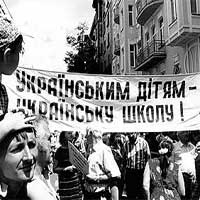
「ウクライナ人の子供にウクライナ語の教育を！」。ソ連時代のデモ。

- 1965年‐1969年：ソ連政府、ウクライナにおける共産党政権の批判者・人権擁護者に対し大規模の逮捕を行う[22]。
- 1970年：ドニプロペトロウシクでロシア化に反対するウクライナのインテリに対する裁判[22]。
- 1970年‐1981年：ソ連政府、ウクライナにおける共産党政権の批判者・人権擁護者に対し大規模の逮捕を行う（チェルノヴィル、ジューバ、ストゥース、ロマニュークなど）[22]。
- 1978年：ウクライナの共産党は、ウクライナの教育省を通して「ウクライナ共和国の義務教育機関におけるロシア学習の改善について」の指令を出す。ウクライナ語の学校でウクライナ語は選択科目となる[23]。
- 1983年：ソ連政府とソ連共産党は、ソ連におけるロシア語教育の促進・ロシア語教師の手当制度導入について指令を出す（アンドロポフ指令）[23]。
- 1983年：ウクライナの共産党は、ウクライナの教育省を通して「ウクライナ共和国の義務教育機関、就学前教育機関、およびその他の教育機関におけるロシア語学習の改善に関する追加手段について」の指令を出す。ウクライナにおけるウクライナ語の学校数が激減する[24]。
- 1989年：ソ連政府とソ連共産党は、ロシア語をソ連の公用語と定める[24]。
- 1991年のソ連崩壊以降、独立したウクライナとロシア連邦の関係は良好とはいえず、緊張状態が今日まで続いている。
- 2014年：ウクライナ東部のロシア占領地域では、教育機関での授業はロシア語に翻訳されている。ロシア人は公然とウクライナの書籍を焼き払い、ウクライナの人物の記念碑を破壊した [25]。
- 2016年：クリミア占領下の2年間、ウクライナ語はたった1つの学校で教えられていた。公式にはウクライナ語の教育は許可されていたが、非公式にはそのような試みは地方当局によって積極的に妨害された [26]。
- 2019年：ウクライナ語を教えている最後の学校はクリミアで閉鎖された。両親によると、実際にはすべての科目はロシア語で教えられていたという [27]。
- 2022年：ロシア軍占領地域では、ウクライナ文学とウクライナ歴史教科書を没収・破壊し、学校での教育過程をロシア語だけで行うことを地元教師に強制した [28]。また、占領当局は、ウクライナ南東部の教師を「ロシアの教育基準」に移すことを目的として、いわゆる再訓練キャンプを創設した [29] [30] [31]。
- 2023年：ロシア軍占領地域では、ロシア人が一般図書館や学校図書館の蔵書からもウクライナの書籍を撤去し、ボイラー室で焼却している [32]。

## ベラルーシ
- 1764年：ウクライナ、スモレンスク (ベラルーシ人民の民族領土)、バルト三国およびフィンランドのロシア化に関する皇后エカチェリーナ2世の法令 (ロシア語: обрусение) [33]。

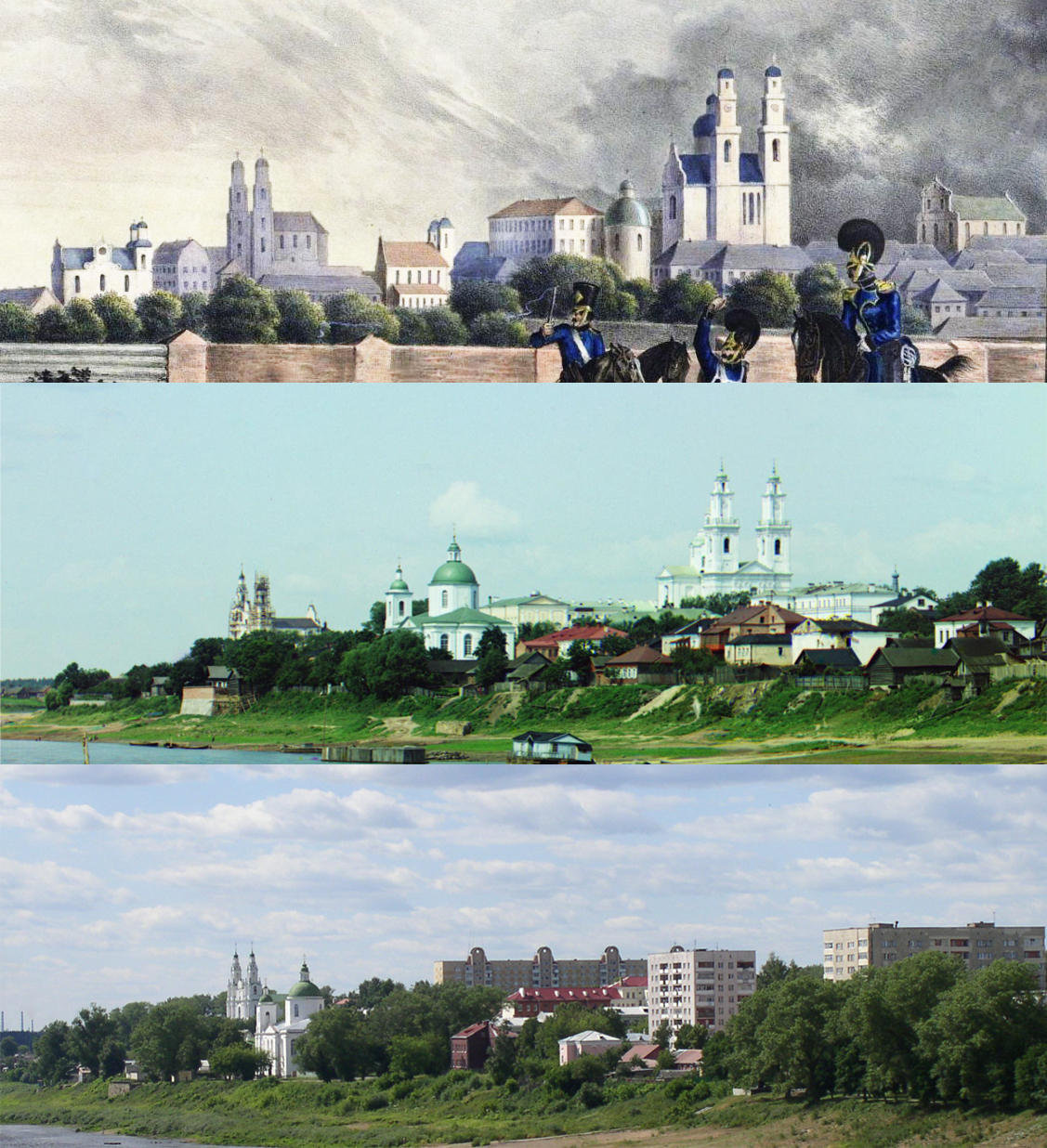
州最古の都市ポロツク、1812年、1912年、2006年。建築記念碑の破壊の結果

- 1772年：ポーランドの最初の分割後、ベラルーシ民族の土地の一部はロシア帝国の一部となった。皇后エカチェリーナ2世は、併合された領土のすべての知事が文章、法令、命令をロシア語のみで書くことを義務付ける法令に署名した。地元住民の奴隷化も始まり、以前は自由だったベラルーシ人約50万人がロシア貴族の所有物（農奴）となった [34] [35]。
- 1773年：エカチェリーナ2世は「地方裁判所の設立に関する」別の命令に署名したが、これは再びロシア語のみの強制使用を規定した [36]。
- 1787年：エカチェリーナ2世は、ロシア帝国ではロシア正教会に従属する出版社のみで宗教書籍を印刷できると布告しました。その結果、ギリシャ系カトリック教徒の印刷業者の活動も禁止された [37]。
- 1794年：コシチュシュコの蜂起 アレクサンドル・スヴォーロフの軍隊によって鎮圧され、そのために彼は25,000人のベラルーシ人農奴を受け取った [38]。
- 1795年：ロシアはベラルーシ国家とベラルーシ語の存在を公式に否定。ベラルーシの地元政治家の大量逮捕とロシア政治家による更迭が始まった [39]。

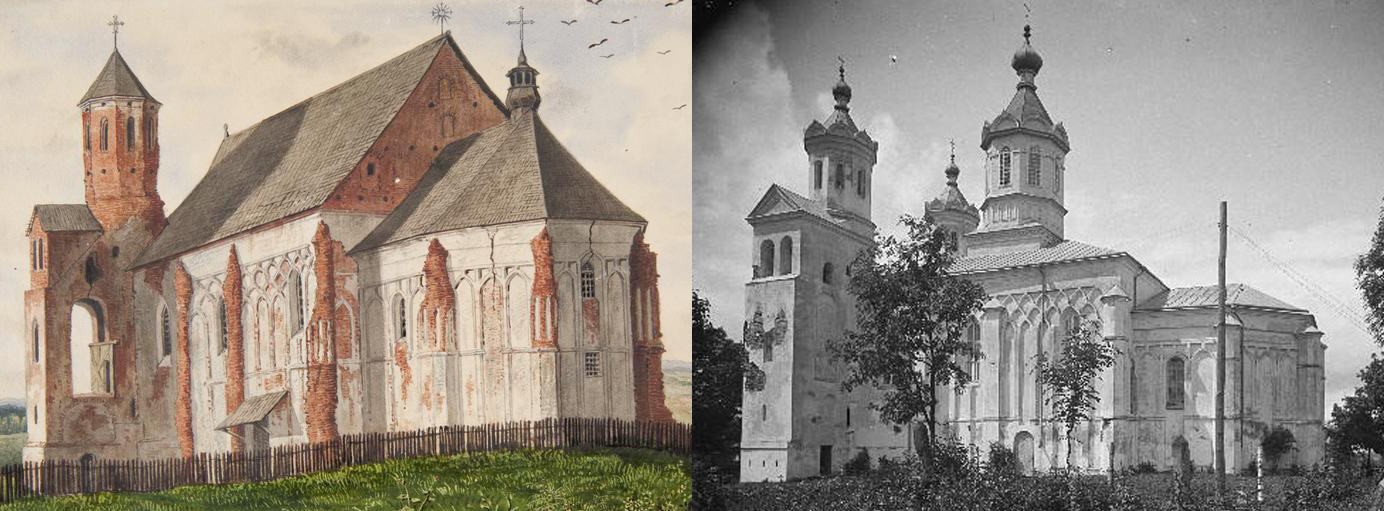
ベラルーシの教会の一つ、修復前と修復後

- 1831年：皇帝ニコライ1世が権力を握った後 1830年から1831年にかけての 11月蜂起 は抑制された。ロシア内務大臣ピョートル・ワリョフが「北西部領土のロシア化手段に関する特別エッセイ」（ロシア語. Очерк о средствах обрусения Северо-Западного края）を作成 [40]。
- 1832年：ベラルーシの言語と文化を支持していたギリシャ・カトリック学校とバシリウス学校の大量清算が行われた。ロシア正教会による教育への統制が強化された [41]。
- 1840年：皇帝ニコライ1世は、公式文書で「ベラルーシ」および「ベラルーシ人」という言葉を使用することを禁止する法令を発布した。この国は「北西部準州」（ロシア語でСеверо-Западный край）という名前が付けられた [42] [43]。
- 1852年：ギリシャカトリック教会の清算により、ベラルーシの宗教文献の大量破壊が始まった。ヨシプ・セマシュコ司教は、ベラルーシの教会で見つかった1,295冊の本が焼かれる現場を個人的に目撃した。彼は回想録の中で、その後3年間でベラルーシ語の本2,000冊が彼の命令によって焼かれた、と誇らしげに報告している [44] [43]。

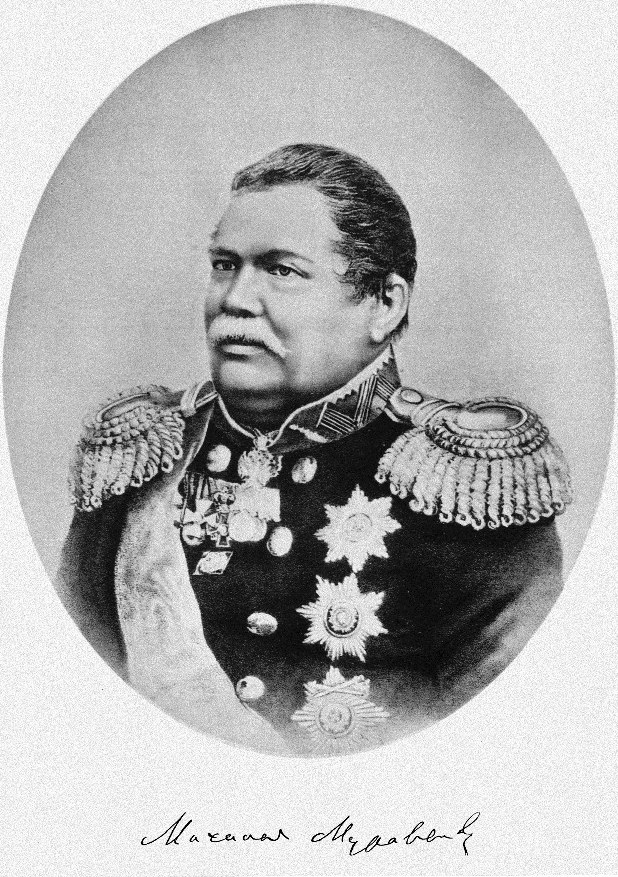
ミハイル・ムラヴィヨフ＝ヴィレンスキー

- 1864年：ベラルーシ国民に対する虐待で知られるミハイル・ムラヴィヨフ＝ヴィレンスキー（1796-1866）が、「北西部準州」の総督に就任した [45]。彼は教育に特に注意を払い、「ロシアの銃剣がやり遂げられなかったことは、ロシアの学校と教会がやり遂げるだろう」（ロシア語で Что не доделал русский штык - доделает русская школа и церковь）という彼の言葉は有名になった [46] [47] [48]。
- 1900年：ロシア教育省は、すべての学校に次の課題を課した「異なる国籍の子供たちが純粋にロシア的な方向性を受け、ロシア国民との完全な融合に備えられるようにする」[49]。
- 1914年： ロシア当局、ベラルーシ語の存在を再び否定 。一般に、ベラルーシを支配していた間中、ロシア当局はベラルーシの学校を一つも開設することを許可しなかった [50]。
- 1929年：「ベラルーシ化」政策の終わり、大規模な政治的弾圧の始まり [51] [52]。
- 1930年：ソ連で、「宗教に対する闘争」を装って、ユニークな建築記念碑の大量破壊が始まる。ソ連当局の命令により、ヴィチェプスク、オルシャ、ポロツクの古代修道院は破壊された [53] [54] [55]。
- 1937年：ソ連当局の命令により、当時のベラルーシの知的エリート全員が射殺された。彼らの遺体はクラパティの森に埋葬された [56]。
- 1942年：ベラルーシ文学の古典、ヤンカ・クパラがモスクワ滞在中にソ連の工作員によって殺害された。
- 1948年：ベラルーシの歴史的な紋章「パゴニャ」を展示した罪で、民族解放運動の活動家が懲役25年の判決を受けた [57]。

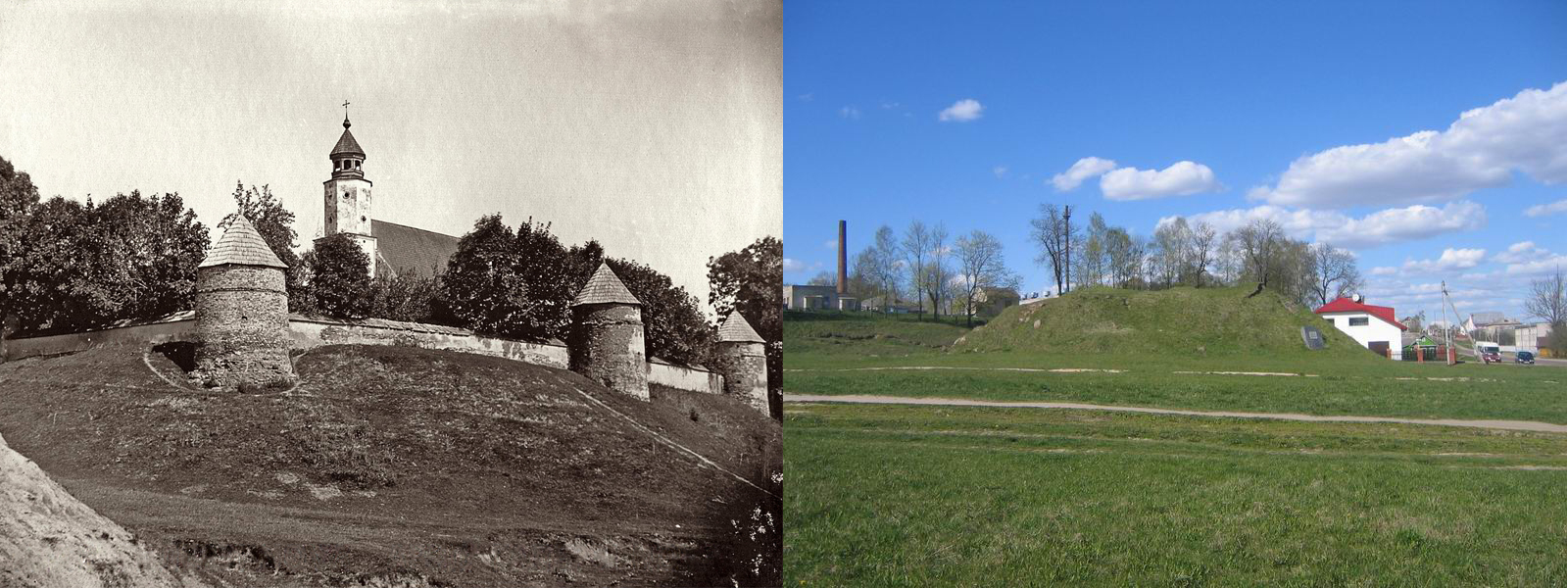
ベラルーシのユニークな城の一つ、ソ連当局によって破壊された

- 1960年：第二次世界大戦後、都市復興計画の名の下に建築記念碑は破壊され続けた。ベラルーシ人は 1960 年代と 1970 年代に建築遺産の点で最大の損失を被った [58]。
- 1995年：アレクサンドル・ルカシェンコが政権を握った後、ベラルーシの国家シンボルである白赤白の国旗とパゴンの歴史的な紋章は、修正されたソ連のシンボルに置き換えられ、国歌も置き換えられた。さらに、ロシア語は第二の国家言語の地位を獲得した（ロシア語はすべての教育機関とマスメディアで使用されています）。ユネスコによれば、ベラルーシ語は消滅の危機に瀕しています [59]。

## 満洲
- 外満洲
- 江東六十四屯
- 東清鉄道
- 大連

## 日本
- 樺太
- 千島列島
- 北方領土問題